# Хилков, Фёдор Андреевич Молодой
Князь Фёдор Андреевич Хилков по прозванию Молодой (ум. 1657 (возможно, в 1654), Москва) — стольник, воевода, окольничий и боярин в Смутное время и во времена правления Михаила Фёдоровича и Алексея Михайловича.
Из княжеского рода Хилковых. Второй сын князя Андрея Дмитриевича Хилкова. Имел братьев, князей Бориса, Петра, Ивана Большого и Ивана Меньшова.

## Биография

### Служба в Смутное время
Князь Фёдор Андреевич Хилков начал свою службу в 1598 году приставом у царевича, когда участвовал в серпуховском походе царя Бориса Фёдоровича Годунова против крымских татар.

### Служба Михаилу Фёдоровичу
В 1626 году был пожалован в царские стольники и в данном чине записан в Боярских книгах до 1640 года. В феврале этого же года упомянут тридцать четвёртым в свадебном поезде на бракосочетании Государя с Евдокией Лукьяновной Стрешневой. Начиная с 1631 года неоднократно упоминается в чине стольника на различных мероприятиях. В 1638 году находился в войсках боярина и князя Черкасского. В январе 1644 года встречал вторым на Красном крыльце Грановитой палаты датского королевича Вольдемара.

### Служба Алексею Михайловичу
В 1645 году встречал датский и польских послов. В мае этом же года князь Фёдор Андреевич Хилков был назначен первым воеводой в Белгород, где руководил обороной южнорусских границ от набегов крымских татар и ногайцев, ему подчинялись все воеводы остальных окраинных городов.
В 1646 году, собрав пограничные войска, двинулся в рыльский уезд, где в бою под Городенском разгромил крымско-татарское войско, которое было изгнано из южнорусских владений. В марте возвратился в город, где с июня по декабрь 1647 года был третьим воеводой Большого полка. С Белгорода он был переведён в Ливны, откуда отпущен в Москву и в апреле 1647 года на Пасху пожалован в окольничии, после чего был приглашён к государеву столу. В июне этого же года послан перед Государем для установки станов во время государева богомольного похода в Троице-Сергиев монастырь. В ноябре 1648 года в Грановитой палате обедал с польскими послами, а в декабре обедал в Столовой палате с Государём.
В январе 1649 году на бракосочетании Государя с Марией Ильиничной Милославской стоял у изголовья и в этом же году был назначен на воеводство в Великий Новгород, но не смог справиться с восставшими горожанами, которые отстранили его от управления городом. В 1650 году по царскому указу был отозван из Новгорода в Москву. В сентябре 1651 года послан в Валуйки для посольского размена. В 1652 году князь Фёдор Андреевич Хилков был отправлен первым воеводой в Путивль, откуда вёл переговоры с запорожским гетманом Богданом Михайловичем Хмельницким о присоединении Малороссии к Русскому государству.
В 1654 году по царскому указу князь Фёдор Андреевич Хилков был вызван из Путивля в Москву, где предоставил отчет о своём управлении. Во время отсутствия царя Алексея Михайловича был оставлен «ведать Москву».
Женат на Федоре Богдановне №.

## Критика
В связи с тем, что имелись современники три князя Фёдора Андреевича Хилковых указанных в Российской родословной книге за № 25, 29 и 35 имеются большие разночтения в их данных. При выверке выше указанного князя № 25 использовалась поколенная роспись поданная в 1682 году в Палату родословных дел.
Имеются расхождения о смерти князя Фёдора Андреевича. В 1654 году сообщалось, что князь лежал при смерти в Москве во время эпидемии чумы, но Русский биографический словарь сообщает, что он умер от чумы в Москве в 1657 году. Данную дату указывает М. Г. Спиридов. Вероятно, что дата смерти 1657 год наиболее вероятна, и относится к данному князю, так как в Боярской книге 1657 (7166) он числится окольничим и ещё живым.
В Российской родословной книге и поколенной росписи поданной в 1682 году в Палату родословных дел, также у М. Г. Спиридова указывается, что князь Фёдор Андреевич был бездетным.
П. Н. Петров в «Истории родов русского дворянства» показывает его детей: князя Фёдора Фёдоровича и дочь, княжну Ирину Фёдоровну, которая вышла замуж за боярина и князя Алексея Андреевича Голицына, что вероятно неверно. В поколенной росписи поданной в 1682 году в Палату родословных дел они записаны детьми князя Андрея Васильевича Хилкова, что подтверждено и поколенной росписью Российской родословной книги П. В. Долгорукова и родословной книгой М. Г. Спиридова. П. В. Долгоруков ошибочно проставил князя № 29 окольничим и умершим в 1657 году.
Имеются сомнения о пожаловании князя Фёдора Андреевича бояриным и возможны смешивание служб.